# Varvara (Jakovleva)
Svatá Barbora (rusky Варвара, světským jménem: Varvara Alexejevna Jakovleva; asi 1880, Tver – 5. července 1918, Alapajevsk) byla první ze sester Monastýru sv. Marty a Marie v Moskvě, kelejnice (služebnice v mnišské cele) zakladatelky monastýru Alžběty Ruské a mučednice.

## Život
Podle dochovaných dokumentů pocházela z města Tver. Roku 1911 ji bylo 31 což znamená že se narodila kolem roku 1880. Hovořila plynně rusky, anglicky a německy.
Tato žena žijící v Tveru byla přímo spojena s Malým nikolajevským palácem, sídlem velkokněžny Alžběty.
Dne 20. srpna 1910 dorazila z Jalty do monastýru sv. Marty a Marie. Tím se stala jednou z prvních sester monastýru. Podle igumena Serafima (Kuzněcova) byla sestrou skromnosti a poslušnosti. Po vstupu do monastýru se stala kelejnicí zakladatelky monastýru velkokněžny Alžběty.
Po zatčení velkokněžny bolševiky dne 7. května 1918 ji následovala do exilu v Permu. Poté, co Alžbětu odvezli do Jekatěrinburgu byla Varvara stále sní.
Varvara byla zabita 5. července 1918 ve městě Alapajevsk spolu s dalšími Alapajevskými mučedníky. Její tělo bylo vhozeno do opuštěného dolu.
Dne 22. října 1918 bylo její tělo a těla ostatních nalezeny admirálem
Alexandrem Vasiljevičem Kolčakem. Těla byla ukryta před bolševiky. V Pokrovském monastýru v Čitě bylo tělo sestry Varvary oblečeno do řeholního roucha a roku 1920 bylo převezeno do Pekingu, kde bylo pohřbeno v kryptě chrámu sv. Serafima Sarovského. Brzy poté bylo podle touhy Alžběty Ruské odvezeno její tělo i tělo sestry Varvary do Jeruzaléma. To se stalo v lednu roku 1921. Dne 30. ledna 1921 sloužil jeruzalémský patriarcha Damianos zádušní bohoslužbu a Alžběta i Varvara byly pohřbeny v kryptě chrámu sv. Marie Magdalény v Getsemanské zahradě.
Dne 1. listopadu 1981 Ruská pravoslavná církev v zahraničí svatořečila Alžbětu i sestru Varvaru. Dne 1. května 1982 byli jejich ostatky slavnostně přeneseny z krypty do chrámu. Dne 4. listopadu 1992 je svatořečila i Ruská pravoslavná církev a zařadila je mezi Sbor všech novomučedníků a vyznavačů ruských.
Její svátek je připomínán 5. července.